# Drifters (manga)
Drifters (ドリフターズ?, Dorifutāzu) è un manga di Kōta Hirano pubblicato su Young King OURs a partire dal 30 aprile 2009.
I capitoli sono raccolti in volumi tankōbon da Shōnen Gahosha e il primo è stato pubblicato il 7 luglio 2010; in Italia viene pubblicato da J-Pop a partire dal 21 aprile 2012.
Il manga, incentrato sulle battaglie di una serie di figure storiche che vengono trasportate in un mondo parallelo, è stato successivamente adattato in un OAV e nel 2016 anche in un anime televisivo.

## Trama
Durante la battaglia di Sekigahara il samurai Shimazu Toyohisa riesce a colpire mortalmente l'avversario Ii Naomasa, ma anche lui subisce gravi ferite; mentre si allontana dal campo di battaglia in punto di morte si ritrova improvvisamente in un corridoio dalle molte porte sorvegliato da un uomo, all'apparenza un impiegato, che lo spedisce attraverso una di esse: Toyohisa si ritrova quindi in un mondo simile al Medioevo popolato da umani ma anche da creature come elfi, gnomi e draghi.
Tale mondo è flagellato da continue guerre fra due opposte fazioni e Toyohisa, così come altri celebri guerrieri, è stato scelto per combattere per una di esse, i Drifters; subito dopo il suo arrivo incontra altre due importanti figure storiche giapponesi, Oda Nobunaga e Nasu no Yoichi, e i tre iniziano a combattere contro la fazione avversaria, i brutali Ends, anch'essa formata da famosi personaggi storici e guidata dal misterioso Re Nero, desideroso di impadronirsi del mondo.

## Personaggi

### Drifters
Sono guerrieri provenienti da varie epoche e vari Paesi accomunati dall'aver compiuto imprese eroiche o aver comunque goduto di una morte gloriosa; sono stati tutti portati nel mondo parallelo dal misterioso Murasaki per combattere gli Ends ma, nonostante adorino combattere e vincere, non sono mossi da crudeltà.
Shimazu Toyohisa (島津 豊久?)
Doppiato da: Yūichi Nakamura  (ed. giapponese), Federico Di Pofi (ed. italiana)
Protagonista del manga e leader dei Drifters, Toyohisa è un samurai del clan Shimazu morto nella battaglia di Sekigahara. Giunto nel mondo parallelo viene salvato da alcuni elfi e portato alle rovine di un castello, dove conosce Nobunaga e Yoichi; con il suo carisma riesce a convincere i due ad aiutare gli elfi contro un gruppo di soldati umani insegnando agli "orecchie lunghe" come combattere. Anche se impulsivo e avventato, Toyohisa possiede uno spirito coraggioso, determinato e cavalleresco: nato e cresciuto in un'epoca dilaniata dalla guerra, ha uno spiccato talento per la battaglia e la tattica. Abile spadaccino, in battaglia usa principalmente una nodachi ma possiede anche una wakizashi e un tanegashima.
Oda Nobunaga (織田 信長?)
Doppiato da: Naoya Uchida (ed. giapponese), Sergio Lucchetti (ed. italiana)
Soprannominato "Re Demone del Sesto Cielo", Nobunaga è un daimyō che nel periodo Sengoku conquistò gran parte del Giappone con l'obiettivo di unificare i vari stati di cui era composto, ma la sua ambizione terminò nel 1582 dopo essere stato tradito da uno dei suoi generali. Trasportato nel mondo parallelo sei mesi prima del protagonista, la sua strategia per opporsi al Re Nero prevede la conquista degli stati non ancora sottomessi in modo da creare una federazione multirazziale che abbia Toyohisa come capo. Per combattere usa un archibugio e dimostra un notevole acume tattico nonché una totale assenza di rimorso nell'adottare qualunque mezzo necessario; sebbene all'apparenza si dimostri subdolo e privo di compassione, spesso ricorda in modo malinconico suo figlio e altri eventi della sua vita.
Nasu no Yoichi (那須 与一?)
Doppiato da: Mitsuki Saiga (ed. giapponese), Gilberta Crispino (ed. italiana)
Eroe della guerra Genpei morto quasi quattrocento anni prima di Toyohisa, esattamente nel 1232, Yoichi è un diciannovenne dall'aspetto effeminato ma anche un abilissimo arciere; stando a quanto dice Nobunaga, è molto diverso da come viene descritto nelle cronache. Vuole vendicarsi del suo ex comandante Yoshitsune perché durante la guerra lo ha costretto a commettere numerosi atti disonorevoli, pur avendo una forte convinzione nel Bushido.
Annibale
Doppiato da: Yutaka Aoyama (ed. giapponese), Fabrizio Russotto (ed. italiana)
Celebre condottiero cartaginese morto nel 183-181 a.C., è un anziano sempre in compagnia e in conflitto con il rivale Scipione. Dopo essere stato separato da quest'ultimo a seguito di un attacco dei soldati del Re Nero, è diventato improvvisamente senile ma è ancora in grado di articolare tattiche di combattimento per i suoi compagni tramite mezzi indiretti agendo come consigliere militare di Nobunaga. Nonostante le speranze scarsissime di vittoria, intuisce fin da subito che è ancora possibile battere il Re Nero.
Scipione l'Africano
Doppiato da: Hiroshi Yanaka (ed. giapponese), Roberto Fidecaro (ed. italiana)
Celebre generale e politico romano e avversario di Annibale nella seconda guerra punica, rispetta molto il suo avversario anche se litiga continuamente con lui. Dopo essere stato separato dal cartaginese si imbatte in Kanno, riuscendo a convincere la tribù di semiumani al seguito dell'aviatore giapponese ad unirsi alla causa di Nobunaga per fermare le armate del Re Nero.
Il mucchio selvaggio
Fuorilegge del selvaggio West, come mezzo di trasporto usano un calesse su cui conservano numerose armi da fuoco tra cui una gatling. I soli due membri che lo compongono sono Butch Cassidy (doppiato da Daisuke Ono nell'edizione giapponese e da Gabriele Trentalance nell'edizione italiana), dotato di una personalità selvaggia, e Sundance Kid (doppiato da Wataru Takagi nell'ed. giapponese e da Enrico Di Troia nell'edizione italiana), che invece è calmo e pacato.
Naoshi Kanno (菅野 直?)
Doppiato da: Tatsuhisa Suzuki (ed. giapponese), Enrico Chirico (ed. italiana)
Pilota giapponese della Seconda guerra mondiale, giunge nel mondo parallelo durante uno scontro fra i Drifters e le armate del Re Nero attaccando con il suo aereo i draghi nemici che stavano incendiando la città in quanto gli avevano riportato alla mente i bombardamenti di Tokyo; in seguito lo si rivede assieme a un gruppo di uomini-lupo che lo venerano come un dio. Successivamente incontra Scipione, che inizialmente tratta come un alleato perché proveniente da Roma (l'Italia era alleata del Giappone e della Germania durante la guerra) ma poi si ricorda dell'armistizio del 1943 con gli Alleati e lo tratta come un nemico mettendosi a litigare con lui. Convinto da quest'ultimo a unirsi contro il Re Nero, userà il suo status per convincere altre tribù di animali antropomorfi ad unirsi alla causa dei Drifters.
Tamon Yamaguchi (山口 多聞?)
Doppiato da: Yutaka Nakano (ed. giapponese), ? (ed. italiana)
Ammiraglio della Marina imperiale giapponese durante il secondo conflitto mondiale, dopo essere giunto nell'altro mondo assieme alla sua nave (la portaerei Hiryū) si unisce ad una gilda di cavalieri dei grifoni che la usano come base operativa da cui lanciare scorribande contro i porti di Orte.

### Ends
È la fazione contrapposta ai Drifters e, come questa, composta da guerrieri e figure storiche di cultura ed epoche differenti. A differenza dei Drifters, tuttavia, i suoi appartenenti hanno rinunciato alla loro umanità in cambio di poteri sovrannaturali; altro tratto distintivo è il fatto che sono tutti morti in modo violento e coperti d'infamia, il che ha provocato in loro un odio insanabile verso ogni forma di vita. Vengono portati in questo mondo da una donna di nome Easy, che pare essere avversaria di Murasaki.
Il Re Nero
Doppiato da: Taiten Kusunoki (ed. giapponese), Roberto Certomà (ed. italiana)
Capo degli Ends, la sua identità è sempre celata dal mantello che indossa (l'unica parte del corpo visibile sono gli avambracci, che risultano coperti di cicatrici, e le mani, che sembrano portare le stigmate). Afferma che un tempo tentò di salvare gli uomini ma questi lo rifiutarono, per questo ha deciso di aiutare i semiumani creando una nuova civiltà che prenda il posto di quella umana.  Secondo Rasputin ha la capacità di far proliferare la forza vitale, dal che derivano i suoi poteri curativi e di moltiplicazione di cose viventi ma anche quello di rendere tale forza talmente incontrollata da condurre alla morte. Diversi dettagli lasciano intendere che la sua identità sia quella di Gesù Cristo.
Hijikata Toshizō (土方 歳三?)
Doppiato da: Hiroki Yasumoto (ed. giapponese), Dario Oppido (ed. italiana)
Vice comandante della Shinsengumi morto durante la guerra Boshin, ha l'abilità di creare delle copie di fumo dei membri del corpo di polizia. Prova un profondo odio verso Toyohisa in quanto è un antenato degli Shimazu contro cui ha combattuto.
Jeanne d'Arc
Doppiata da: Junko Minagawa (ed. giapponese)
Eroina francese durante la Guerra dei cent'anni, successivamente venne accusata di stregoneria e per questo condannata al rogo: fu questo evento a farla impazzire e a provocarle odio verso il mondo. Oltre alla sua abilità con la spada, è in grado di manipolare il fuoco. Viene sconfitta da Toyohisa, ma per via del voto personale del samurai di non uccidere donne è riuscita a scappare, portandola poi a meditare vendetta contro il suo avversario.
Gilles de Rais
Doppiato da: Kenji Nomura (ed. giapponese)
Nobile francese fedele compagno d'armi di Jeanne, si fece giustiziare così da potersi ricongiungere alla compagna all'inferno, scoprendo invece che entrambi sono stati portati nel mondo parallelo. È dotato di un'enorme forza e resistenza fisica e combatte usando una lancia. Viene sconfitto dal Mucchio Selvaggio per poi disintegrarsi in un cumulo di sale.
Anastasija Nikolaevna Romanova (Анастасия Николаевна Романова)
Doppiata da: Junko Kitanishi (ed. giapponese)
Figlia più giovane dello zar Nicola II di Russia, fu giustiziata all'età di diciassette anni con la famiglia durante la Rivoluzione russa. Descritta come la più vivace delle figlie di Nicola, viene ora raffigurata come una donna priva di emozioni con poco interesse per la guerra tra Ends e Drifters, ma ha anche dimostrato un apparente attaccamento nei confronti di Jeanne. Ha l'abilità di creare delle tempeste di ghiaccio.
Grigorij Efimovič Rasputin (Григорий Ефимович Распутин)
Doppiato da: Masahiko Tanaka (ed. giapponese), Enrico Di Troia (ed. italiana)
Monaco russo che acquisì molto potere e influenza sulla dinastia Romanov per essere stato in grado di guarirne l'erede, Aleksej, è il capo del servizio di spionaggio dell'esercito del Re Nero ed è stato incaricato da quest'ultimo di creare un alfabeto e una religione per dare alle razze di semiumani una cultura comune. È visto spesso in compagnia di Anastasia e, come i membri di Octobrist, utilizza dei talismani per possedere le persone e comunicare con l'esercito del Re Nero.
Akechi Mitsuhide (明智 光秀?)
Doppiato da: Shō Hayami (ed. giapponese), Diego Reggente (ed. italiana)
Generale al servizio di Nobunaga, lo ha poi tradito nel corso dell'incidente di Honnō-ji. Venuto a sapere che è ancora vivo e dalla parte dei Drifters, si unisce agli Ends per cercare ancora una volta di uccidere il suo ex leader.

### Impero di Orte
È il regno creato da Adolf Hitler cinquant'anni prima dell'inizio della storia e, come il Terzo Reich, è stato modellato sui principi del Fuhrer fra cui la persecuzione delle razze semiumane, ma nonostante la sua potenza è ormai sull'orlo del collasso. La sua capitale è Berlina.
Adolf Hitler
Führer della Germania e padre del nazismo, è giunto nel mondo parallelo cinquant'anni prima dell'inizio della storia, non si sa se come Drifter o End. Creò l'impero di Orte dopo un discorso in una taverna che ispirò e fece insorgere gli umani presenti, fondandolo sugli stessi principi con cui fondò il Reich, ma dopo qualche tempo si suicidò misteriosamente. Anche dopo la sua morte i suoi seguaci continuano a chiamarlo "Padre dell'impero" e a venerarlo.
Count Saint-Germi
Doppiato da: Tomokazu Sugita ed. giapponese), Emilio Mauro Barchiesi (ed. italiana)
Nobile omosessuale a capo di un quarto dell'impero, si veste e si comporta in maniera molto effeminata. Un tempo è stato il primo e più fedele alleato di Hitler e sembra che senza il suo aiuto (descritto come un tradimento) l'impero non sarebbe mai nato; nonostante ciò avverte chiaramente il decadimento e l'impellente disfatta del regno e per questo è intenzionato a passare dalla parte dei Drifters.
Milles
Ex esattore delle tasse delle colonie elfiche, ora lavora per gli elfi come servo.
Aram
Cavaliere dell'Impero dal sangue molto freddo, dopo essere stato brutalmente sconfitto da Toyohisa viene ucciso dagli elfi come punizione per aver massacrato il loro popolo.
Alester
Aiutante del Conte, come questi omosessuale, è attratto dai reduci anziani come Annibale.
Flemi
Aiutante del Conte, come questi omosessuale, è attratto dai giovani con lunghi capelli che ne nascondano parzialmente il volto come Yoichi.
Il Battaglione sacroispirato all'omonimo corpo scelto dell'esercito tebano e formato interamente da coppie di amanti dello stesso sesso, inizialmente lavorano per l'impero di Orte sotto il controllo del Conte Saint-Germi per poi allearsi con Nobunaga, armati dei suoi archibugi fabbricati dai nani.

### Organizzazione Octobrist
Si tratta di un gruppo di maghi umani nativi del mondo parallelo con il compito di reclutare i Drifters per combattere gli Ends. Differentemente dagli altri umani non schiavizzano le razze semiumane.
Abe no Seimei (安倍 晴明?)
Doppiato da: Takahiro Sakurai (ed. giapponese), Daniele Raffaeli (ed. italiana)
Leggendario onmyōji giapponese giunto in questo mondo come Drifter, non appena arrivato si è posto l'obiettivo di annientare gli Ends. È a capo dell'Organizzazione.
Olmine
Doppiata da: Shiho Kokido (ed. giapponese), Jessica Bologna (ed. italiana)
Giovane maga agli ordini di Seimei, è stata incaricata di aiutare il gruppo di Toyohisa. Viene spesso rappresentata come una donna impotente e paurosa nonché bersaglio delle molestie sessuali di Nobunaga, che ne apprezza il seno prosperoso tanto da storpiare il suo nome in relazione ad esso, ma si rivela utile come elemento strategico in quanto può comunicare con i Drifters grazie alle sue sfere di cristallo e può far spuntare muri di pietra dove vuole tramite degli ofuda.
Kafet
Doppiato da: Masakazu Nishida (ed. giapponese), Alessandro Campaiola (ed. italiana)
È un mago agli ordini diretti di Seimei con il nome in codice di "Ham".

### Elfi
Gli elfi sono una razza di semiumani con lunghe orecchie a punta dediti alla caccia e all'agricoltura che vivono in piccoli villaggi. La loro aspettativa di vita è cinque o sei volte maggiore di quella dei normali esseri umani e il loro invecchiamento è più lento, rendendoli più giovani di come appaiono; nonostante siano molto belli, possono procreare solo una volta all'anno. Cinquant'anni prima sono stati sconfitti nella guerra contro l'Impero di Orte e sono stati costretti a vivere come servi; liberati da Toyohisa per ripagare il suo debito verso Marsha e Mark, sono la prima razza semiumana ad unirsi all'esercito dei Drifters nella guerra contro l'Impero di Orte e gli Ends. Sono degli abilissimi arcieri e per questo sono guidati da Yoichi nei combattimenti.
Marsha
Doppiato da: Sayori Ishizuka
Fratello di Mark e Shara e terzogenito del capovillaggio, insieme a Mark soccorre Toyohisa.
Mark
Doppiato da: Tomoko Tsuzuki
Fratello di Marsha e Shara e secondogenito del capovillaggio, insieme a Marsha soccorre Toyohisa.
Shara
Doppiato da: Junji Majima
Fratello maggiore di Marsha e Mark e primogenito del capovillaggio, dopo la morte del padre dà inizio ad una ribellione degli elfi contro l'Impero di Orte. È molto fedele a Toyohisa e agli altri Drifters e spesso agisce come rappresentante tra gli elfi.

### Altri
Murasaki (紫?)
Doppiato da: Mitsuru Miyamoto
Misterioso uomo di mezz'età che all'apparenza sembra un semplice impiegato, è il responsabile del reclutamento dei Drifters. Lo si vede sempre seduto dietro la sua scrivania nel corridoio delle porte fumando e leggendo un quotidiano nel quale sono riportate le imprese dei Drifters e gli avvenimenti del mondo.
EASY
Doppiata da: Kanae Itō
Giovane donna dai lunghi capelli neri, è la responsabile degli Ends. Lei e Murasaki sembrano essere nemici e quando compare il corridoio si oscura. Come Murasaki si tiene aggiornata sulle vicende di Drifters e Ends tramite un computer portatile. La targa sulla sua stanza fa presumere che Easy sia in realtà un acronimo, di cui si possono leggere solo le prime due parole (Eternal Ambassador).
Minamoto no Yoshitsune (源義?)
Doppiato da: Akira Ishida (ed. giapponese), Marco Benvenuto (ed. italiana)
Spietato generale del clan Minamoto ed ex comandante di Yoichi, durante la guerra Genpei ricorse a tattiche disonorevoli per raggiungere la vittoria, cosa che Yoichi disprezzava; Yoshitsune, tuttavia, lo derideva per aver cercato di seguire il codice del Bushido anche in guerra. La sua esatta collocazione tra Drifters e Ends non è chiara e spesso asserisce che sta dalla parte che più lo diverte. Attualmente sembra lavorare con l'esercito del Re Nero.
Drago di bronzo
Doppiato da: Rintarou Nishi
Uno dei sei grandi draghi che governano tali bestie. Cede al Re Nero i suoi sottoposti in modo che si uniscano al suo esercito, ma quando viene schernito da quest'ultimo cerca di ucciderlo senza tuttavia avere successo; viene quindi torturato dal capo degli Ends e trasformato in una miniera di rame vivente.
Doug
Doppiato da: Riki Kagami
Spia di Octobrist, viene ucciso da Yoshitsune.

## Media

### Manga
Il manga, scritto e disegnato da Kōta Hirano, viene serializzato dal 30 aprile 2009 sulla rivista Young King OURs edita da Shōnen Gahōsha. I vari capitoli vengono raccolti in volumi tankōbon dal 7 luglio 2010.
In Italia la serie viene pubblicata da Edizioni BD sotto l'etichetta J-Pop dal 21 aprile 2012. La traduzione dei testi è curata da Valentina Vignola.

#### Volumi
| Nº | Titolo italiano Giapponese 「Kanji」 - Rōmaji | Data di prima pubblicazione             | Data di prima pubblicazione            |
| Nº | Titolo italiano Giapponese 「Kanji」 - Rōmaji | Giapponese                              | Italiano                               |
| 1  | Drifters 1 「ドリフターズ 1」 - Dorifutāzu 1 | 7 luglio 2010 ISBN 978-4-7859-3407-1    | 21 aprile 2012 ISBN 978-88-6634-138-3  |
| 1  | Capitoli - 1. Fight Song (FIGHT SONG?) - 2. Oltre il tempo (刻を越えて?, Koku o koete) - 3. Erlkönig (魔王?, Maō) - 4. La luna sopra le rovine del castello (荒城の月?, Kōjōnotsuki) - 5. Rumore di passi (踵 鳴る?, Kakato naru) - 6. I deboli (非力なる者?, Hirikinaru mono) - 7. Hurry Go Round (HURRY GO ROUND?) - 8. Truppe, attaccate all'alba (俺軍 暁の出撃?, Ore-gun akatsuki no shutsugeki) - 9. Burn my Dread - 10. Il mio ragazzo è un pilota (私の彼はパイロット?, Watashi no kareha Pairotto) - 11. Samurai heart (サムライハート?, Samurai Hāto) |                                         |                                        |
| 2  | Drifters 2 「ドリフターズ 2」 - Dorifutāzu 2 | 13 ottobre 2011 ISBN 978-4-7859-3714-0  | 30 ottobre 2012 ISBN 978-88-6634-351-6 |
| 2  | Capitoli - 12. Acrive Heart (アクティブハート?, Akutibu Hāto) - 13. Stnd uo to the Victory (STAND UP TO THE VICTORY?) - 14. Ready Steady Go (READY STEADY GO?) - 15. Monkey Magic (MONKY MAGIC?) - 16. Sucker (SUCKER?) - 17. Riconquista il tuo amore (愛をとりもどせ?, Ai Wo Torimodose) - 18. Men of Destiny (MEN OF DESTINY?) - 19. Dive for You - 20. Searchlight (サーチライト?, Sāchiraito) - 21. Chaos Diver (カオスダイバー?, Kaosu Daibā) - 22. Effetti collaterali della battaglia (戦いのコラテラル?, Tatakai no korateraru) |                                         |                                        |
| 3  | Drifters 3 「ドリフターズ 3」 - Dorifutāzu 3 | 28 marzo 2013 ISBN 978-4-7859-5043-9    | 25 gennaio 2017 ISBN 978-88-6883-915-4 |
| 3  | Capitoli - 23. Touch and Go!! (Touch and Go!!?) - 24. Kick it Out (KICK IT OUT?) - 25. Una misteriosa chiamata per me (不思議CALL ME?, Fushigi CALL ME) - 26. Changed Edge (CHANGED EDGE?) - 27. Guardian Angel (GUARDIAN ANGEL?) - 28. Dynamite Explosion (DYNAMITE EXPLOSION?) - 29. Un vero e proprio bomber (本気ボンバー?, Honki Bonbā) - 30. Prova dell'esistenza (存在証明?, Sonzai shōmei) - 31. Riso come companatico (ごはんはおかず?, Gohan wa okazu) - 32. Omen - 33. Baby Yetu (Baby Yetu?) - 34. Perché va così? (どうしてそうなの??, Dōshite sōna no?) - 35. I complici se la ridono (共犯者は笑う?, Kyōhan-sha wa warau) |                                         |                                        |
| 4  | Drifters 4 「ドリフターズ 4」 - Dorifutāzu 4 | 27 ottobre 2014 ISBN 978-4-7859-5436-9  | 15 marzo 2017 ISBN 978-88-6883-943-7   |
| 4  | Capitoli - 36. Golden Time Lover (ゴールデンタイムラバー?, Gōruden Raimu Rabā) - 37. Smileless Smile (スマイルレススマイル?, Sumairuresu Sumairu) - 38. Giù le mani! (手を出すな！?, Tewodasuna!) - 39. L'avventura di Pistol Daimyo (ピストル大名の冒険?, Pisutoru Daimyō no bōken ~Hinawa maru kazoeuta~) - 40. Scrutami☆Shinsengumi (みつめて☆新選組?, Mitsumete☆Shinsengumi) - 41. Ghost Sweeper (ゴーストスイーパー?, Gōsuto Suīpā) - 42. Warrior's Dance (WARRIOR'S DANCE?) - 43. Risate a milioni (億万笑者?, Okuman Shōsha) - 44. La canzone del fervente giovane del Kyushu (熱血九州男児の唄?, Nekketsu Kyūshū danji no uta) - 45. What 'bout my star? - 46. Money Money Money - 47. La danza delle bestie (モノノケダンス?, Mononoke Dansu) |                                         |                                        |
| 5  | Drifters 5 「ドリフターズ 5」 - Dorifutāzu 5 | 6 giugno 2016 ISBN 978-4-7859-5790-2    | 17 maggio 2017 ISBN 978-88-6883-968-0  |
| 5  | Capitoli - 48. Diventa un non umano come me (人間以外の俺になれ?, Ningen igai no ore ni nare) - 49. Rewrite (リライト?, Riraito) - 50. Bring on a War (BRING ON A WAR?) - 51. Falso Hooligan (ニセモノフーリガン?, Nisemonofūrigan) - 52. Il più straordinario della classe (クラスで一番スゴイやつ?, Kurasu de ichiban sugoi yatsu) - 53. Hybrid New Mode (ハイブリッドニューモード?, Haiburiddo Nyū Mōdo) - 54. The Outlandish Knight - 55. Becoming Insane - 56. Dattegli dietro, dattegli dietro (追ってけ追ってけ?, Otteke otteke) - 57. Il guerriero divinizzato del lavoro (労働軍神?, Rōdō gunshin) - 58. Nowhere to Hide - 59. Traccia la linea (線をかく?, Sen o kaku)                                                                       |                                         |                                        |
| 6  | Drifters 6 「ドリフターズ 6」 - Dorifutāzu 6 | 30 novembre 2018 ISBN 978-4-7859-6344-6 | 3 luglio 2019 ISBN 978-88-3275-080-5   |
| 6  | Capitoli - 60. Stage of the Ground - 61. Il fato della fiamma (炎のさだめ?, Honō no sadame) - 62. Ninnananna di ferro (鉄のララバイ?, Tetsu no Rarabai) - 63. After the Fall (AFTER THE FALL?) - 64. Cacciatore dal colore dei sogni (夢色チェイサー?, Yumeiro Cheisā) - 65. Drago macho (マッチョドラゴン?, Matcho Doragon) - 66. Crepuscolo traditore (裏切りの夕焼け?, Uragiri no yūyake) - 67. Reason (REASON?) - 68. Wind - 69. Fighting on (FIGHTING ON?) - 70. Heavenly Blue (heavenly blue?) - 71. Shinsengumi (新選組?) |                                         |                                        |
| 7  | Drifters 7 「ドリフターズ 7」 - Dorifutāzu 7 | 10 agosto 2023 ISBN 978-4-7859-7497-8   | 26 giugno 2024 ISBN 978-88-349-2796-0  |
| 7  | Capitoli - 72. (アステロイドブルース?, Asuteroido Burūsu) - 73. (バカサバイバー?, Baka Sabaibā) - 74. (After, in the dark?) - 75. (独走歌?, Dokusō uta) - 76. (カントリーロード?, Kantorī Rōdo) - 77. (ゆずれない願い?, Yuzurenai negai) - 78. (JOY?) - 79. (ジョニーが凱旋するとき?, Jonī ga gaisen suru toki) - 80. (老人と子供のポルカ?, Rōjin to kodomo no Poruka) - 81. (本能スピード?, Hon'nō Supīdo) - 82. (世界は僕らの言いなりさ?, Sekai wa bokura no iinari sa) - 83. (喇叭激突ヶ響?, Rappa gekitotsu ga hibiki) - 84. (Surfine’ Bird?) - 85. (Fortunate Son?) - 86. (人間大統領?, Ningen daitōryō) |                                         |                                        |

#### Capitoli non ancora in formatotankōbon
Questa lista è suscettibile di variazioni e potrebbe essere incompleta o non aggiornata.

- 87.  (親父の一番長い日?, Oyaji no ichiban nagai hi)
- 88.  (Shame?)
- 89.  (FLASHBACK DISCO?)
- 90.  (Raise up?)
- 91.  (北へ?, Kita e)
- 92.  (When World Collide?)
- 93.  (チャイム?, Chaimu)
- 94.  (The Godfather?)

### OAV
L'edizione home video dell'ultimo OAV di Hellsing Ultimate conteneva un trailer per il primo OAV di Drifters previsto per il 2013, poi uscito allegato con il quinto volume del manga, contenendo i due primi episodi della serie televisiva..

### Anime
Un adattamento anime, prodotto da Hoods Entertainment, è stato trasmesso in Giappone dal 7 ottobre al 23 dicembre 2016. Alla fine della dodicesima puntata dell'anime, una seconda stagione è stata annunciata con il messaggio "See You Again, Tokyo 20XX".
| Nº | Titolo italiano Giapponese 「Kanji」 - Rōmaji | In onda          | In onda           |
| Nº | Titolo italiano Giapponese 「Kanji」 - Rōmaji | Giapponese       | Italiano          |
| 1  | Fight Song 「FIGHT SONG」 | 7 ottobre 2016   | 5 luglio 2017     |
| 2  | Rumore di passi 「踵鳴る」 - Kakato naru | 14 ottobre 2016  | 7 luglio 2017     |
| 3  | Truppe, attaccate all'alba! 「俺軍暁の出撃」 - Ore-gun akatsuki no shutsugeki                                                                                    | 21 ottobre 2016  | 11 luglio 2017    |
| 4  | Active Heart 「アクティブハート」 - Akutibu Hato | 28 ottobre 2016  | 18 luglio 2017    |
| 5  | Riprenditi il tuo amore 「愛をとりもどせ」 - Ai o torimodose | 4 novembre 2016  | 25 luglio 2017    |
| 6  | Men of Destiny 「MEN OF DESTINY」 | 11 novembre 2016 | 1º agosto 2017    |
| 7  | Chaos Diver 「カオスダイバー」 - Kaosu Daibā | 18 novembre 2016 | 8 agosto 2017     |
| 8  | Fushigi call me 「不思議CALL ME」 - Fushigi CALL ME | 25 novembre 2016 | 16 agosto 2017    |
| 9  | Honki Bomber 「本気ボンバー」 - Honki Bonba | 2 dicembre 2016  | 22 agosto 2017    |
| 10 | Baba Yetu 「BABA YETU」 | 9 dicembre 2016  | 29 agosto 2017    |
| 11 | L'avventura di Pistol Daimyo - La conta delle micce - 「ピストル大名の冒険~火縄丸数え歌~」 - Pisutoru daimyo non Boken ~hinawa maru kazoeuta~                    | 16 dicembre 2016 | 5 settembre 2017  |
| 12 | Guardami Shinsengumi - La canzone dell'ardente figlio del Kyushu - 「みつめて新選組~熱血九州男児の唄~」 - Mitsumete Shinsengumi ~ Nekketsu Kyushu Danji no uta ~ | 23 dicembre 2016 | 12 settembre 2017 |
| 13 | 「リライト」 - Riraito – "Rewrite" | 23 dicembre 2017 | -                 |
| 14 | 「BRING ON A WAR」 | 23 dicembre 2017 | -                 |
| 15 | 「The Outlandish Knight」 | 30 novembre 2018 | -                 |

## Accoglienza
Il manga ha venduto oltre 1,5 milioni di copie in tutto il mondo in cinque lingue diverse. Drifters è stato candidato due volte all'annuale Manga Taishō, una volta nel 2011 e di nuovo nel 2012. Il manga è stato accolto bene anche da Gabriel Vega di BAMFAS, che ha affermato "l'azione si svolge da sola in tutto il volume, assicurandosi di includere solo quanto basta per far sì che i lettori si muovano rapidamente durante l'azione fino a quando non si verifica la transizione successiva". I recensori di Crunchyroll hanno affermato che "Drifters ha praticamente saltato lo squalo abbattendo in modo bellicoso tutti i pilastri narrativi del genere. Patrick Frye di Inquisitr era d'accordo con questa valutazione, scrivendo che" i fan degli anime sono stati soggetti ad un flusso costante del sottogenere Isekai ... ma Drifters capovolge di molto le nostre aspettative".
In un sondaggio del sito web giapponese Anime Anime!, Drifters è arrivato al quinto posto tra i primi 10 manga che meritava di ricevere un adattamento animato.